# Енрике Ормасабал
Даниел Енрике Ормасабал Силва (на испански: Daniel Enrique Hormazábal Silva), роден на 6 януари 1939 г. в Сантяго, починал на 18 април 1999, е бивш чилийски футболист, полузащитник. Считан е за един от най-добрите чилийски полузащитници на всички времена. Известен е с добрата си техника, прецизните дълги пасове и изстрели и бързото си придвижване по терена, но и с липсата на дисциплина.

## Клубна кариера
През 1949 г. Ормасабал пробива в първия отбор на Сантяго Морнинг, един от топ тимовете в чилийския футбол по това време. Въпреки че не успява да спечели шампионската титла, той се доказва като голмайстор и един от най-добрите играчи на своя пост и бързо печели място в националния отбор. След като Сантяго Морнинг изпада във втора дивизия, през 1956 г. Ормасабал преминава в Коло Коло, където не само печели три шампионски титли и първото в историята издание на Купата на Чили, но и се превръща в една от клубните легенди. Прекратява кариерата си през 1965 г., когато е на 32 години. Няколко години по-късно се завръща в Коло Коло като старши треньор, но без особен успех.

## Национален отбор
За Чили Ормасабал изиграва 42 мача, в които отбелязва 17 гола. Участва в три издания на Копа Америка – през 1953, 1955 и 1956 г. През 1955 г. той е избран за най-добър играч на турнира, а през 1956 г. става голмайстор, като и в двата случая Чили завършва на второ място. Липсата на дисциплина обаче му коства място в състава за световното първенство през 1962 г.

## Успехи
Коло Коло
- Примера Дивисион:
  - Шампион (3): 1956, 1960, 1963
  - Вицешампион (2): 1958, 1959
- Копа Чиле:
  - Носител (1): 1958

 Чили
- Копа Америка:
  - Вицешампион (2): 1955, 1956